# Camelot (TV-serie)
Camelot var en irländsk/kanadensisk TV-serie som är baserad på legenderna om kung Artur. Serien utspelar sig i medeltidens Storbritannien där Artur ärver kronan efter sin fars, kung Uther, plötsliga bortgång.